# Islam au Vietnam

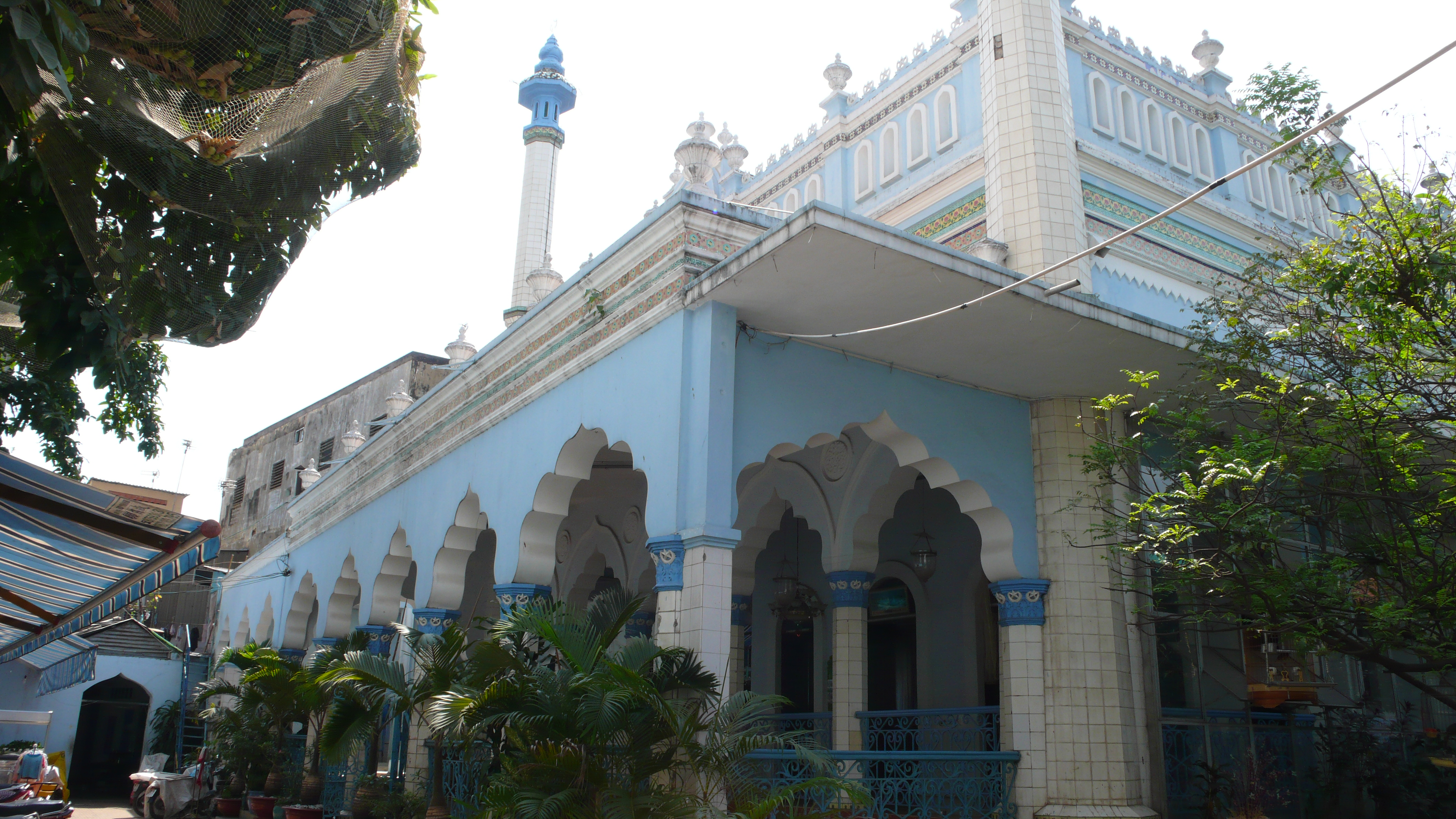
Une mosquée à Hô-Chi-Minh-Ville

On estime que les musulmans constituent 0,1 % de la population vietnamienne. L'islam est principalement la religion du peuple Cham, une minorité ethnique rattachée aux Malais, qui pratique un islam sunnite. Néanmoins, un tiers des musulmans font partie d'autres groupes ethniques. Certaines communautés sont d'origines ethniques variées : Cham, Khmer, Malais, Minang, Viêt, Han, ou Arabes. Pourtant, ils sont connus au Viêt Nam comme des Chams, ou des musulmans Chams.

## Histoire
Les premiers contacts du Viêt Nam avec l'islam datent du VIIe siècle ou du VIIIe siècle, lorsque des marins arabes musulmans ont fait escale dans des ports du royaume de Champa, sur la route de la Chine. Les traces écrites les plus anciennes datent de la dynastie Song, dont des documents relatent que le peuple Cham commençait à découvrir l'islam vers la fin du Xe siècle. Lorsque les contacts avec le sultanat de Malacca s'intensifièrent à la suite de l'effondrement du royaume Champa en 1471, le nombre de musulmans augmenta parmi les Chams. Mais l'islam ne fut réellement assimilé par ce peuple que vers le milieu du XVIIe siècle. Au milieu du XIXe siècle, de nombreux musulmans Chams émigrèrent du Cambodge et s'installèrent dans le delta du Mékong, ce qui implanta l'islam au Viêt Nam. L'islam malais eut une influence grandissante sur les Chams au début du XXe siècle. Des livres étaient importés de Malaisie, et des imams malais prêchaient dans des mosquées. Des Chams allaient dans des madrasas malaises pour étudier l'islam.
Après l'avènement de la République Socialiste du Viêt Nam, une partie des musulmans Chams émigra en Malaisie. Une autre partie émigra au Yémen, et s'établit à Ta'izz. Ceux qui restèrent virent leur mosquée fermée par le gouvernement. Un recensement de 1985 souligna la diversité ethnique de la communauté musulmane d'Hô-Chi-Minh-Ville. Elle fut estimée à dix mille personnes : Indonésiens, Malais, Pakistanais, Yéménites, Omanais et Nord-Africains.

## L'islam actuel

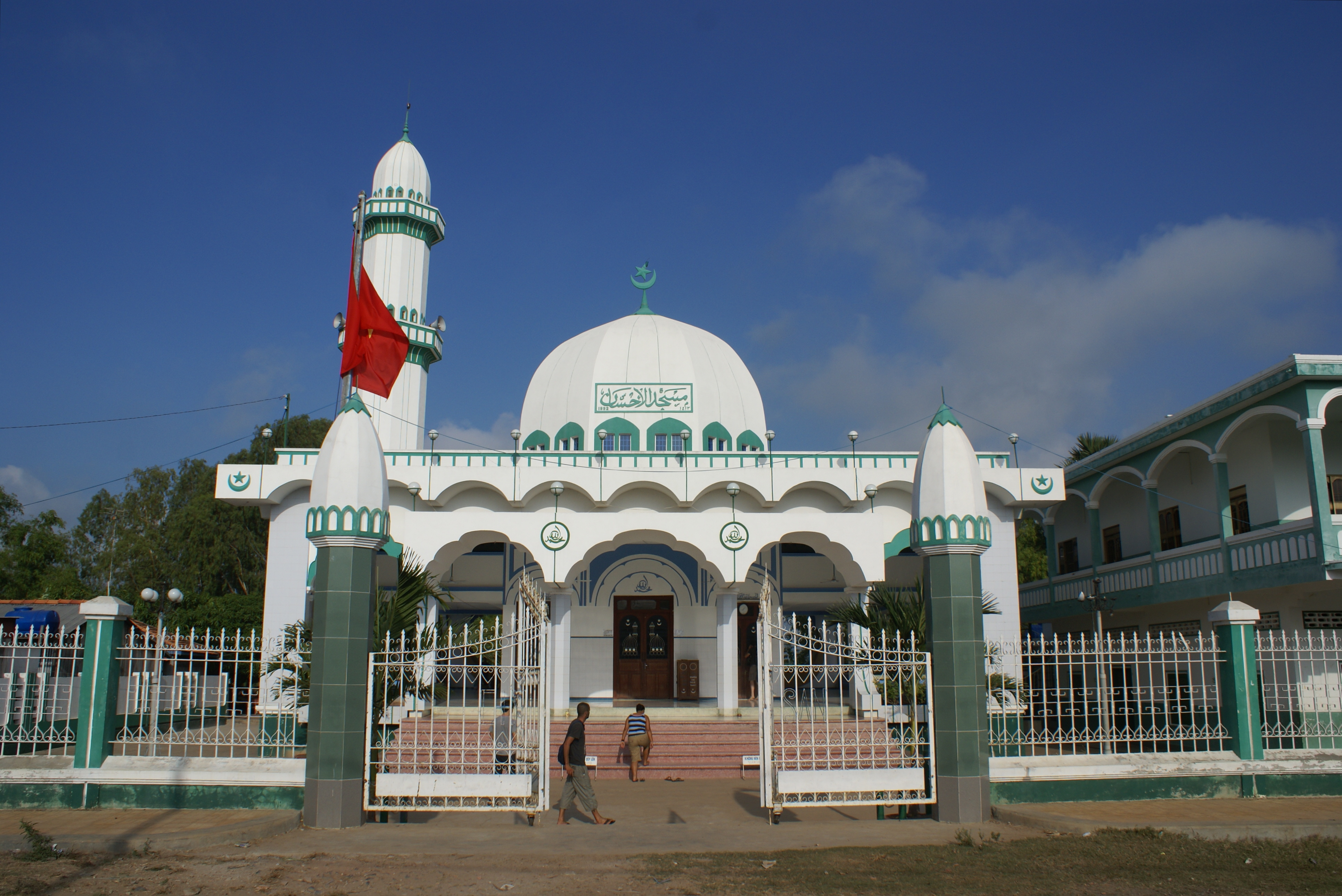
Une mosquée Cham près de Chau Doc, dans la province d'An Giang.

Les musulmans viêtnamiens sont assez isolés du monde musulman, et ajouté au manque d'écoles islamiques, il en résulte une foi souvent hétérodoxe ou même un syncrétisme islamique. l'arabe est très peu parlé, même chez les imams, et certains fidèles prient le calife Ali en l'appelant le « fils de Dieu ». La plus grande mosquée du Viêt Nam fut ouverte en janvier 2006 à Xuan Loc, dans la province de Dong Nai. Elle fut financée en partie par l'Arabie saoudite.
Un recensement de 1999 a établi de nombre de musulmans au Viêt Nam à 63 146. Parmi eux, 77 % vivent dans la région du Sud-Est, dont 34 % dans la province de Ninh Thuận, 24 % dans la province de Binh Thuan, et 9 % à Hô-Chi-Minh-Ville. 22 % vivent dans la région du delta du Mékong, surtout dans la province de An Giang. Dans les autres régions, on ne trouve que 1 % de musulmans. Deux évolutions majeures ont été constatées par rapport aux décennies précédentes : la baisse du nombre de musulmans à Hô-Chi-Minh-Ville et dans le delta du Mékong, au profit des autres régions.